# Libell (juridik)
Libell är inom juridiken en beteckning på kärandens första skriftliga inlaga i ett mål inom skriftlig processföring, som vademål i den svenska hovrätterna. Namnet inkom i svensk processrätt på 1600-talet, inlåta från den tysk-romerska processrätten. Det används mest vid de äldre hovrätterna.